# Göm mig, Jesus, vid ditt hjärta
Göm mig, Jesus, vid ditt hjärta är en psalm med tre verser. De första två verserna är författade av predikanten Eric Bergquist. Den tredje versen är författad av Lina Sandell-Berg.

## Publicerad i
- Svenska Missionsförbundets sångbok 1920 som nr 401 under rubriken "Bönesånger"